# Fagiano (araldica)
In araldica il fagiano è simbolo di semplicità di spirito ed è molto utilizzato come arma parlante. Compare talora anche nella raffigurazione di fagiano di montagna.

D'azzurro, al fagiano al naturale (Fasano)
D'oro, al fagiano rivoltato di nero (Pizay, Francia)
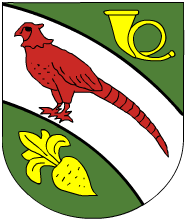
Fagiano di rosso (Naundorf, Germania)
D'azzurro, al grande quadrato incurvato e trifogliato d'oro, caricato di un fagiano di montagna al naturale (Proves)
D'argento, alla coda di fagiano di monte d'azzurro (Lestijärvi, Finlandia)